# 菅爱梅
菅爱梅（1949年—2023年1月1日），女，河南内黄人，中国豫剧表演艺术家，焦作市豫剧团一级演员。1993年“今日中国豫剧十大名旦”。